# Katedrála Notre-Dame (Paříž)
Katedrála Notre-Dame v Paříži (doslova katedrála Naší Paní, česky označovaná jako katedrála Panny Marie nebo chrám Matky Boží), francouzsky Cathédrale Notre-Dame de Paris, je gotická katedrála stojící na východní polovině pařížského ostrova Île de la Cité na řece Seině v Paříži. Je katedrálou pařížské římskokatolické arcidiecéze. Byla postavena v letech 1163–1345. Je považována za jeden z nejkrásnějších příkladů francouzské gotické architektury a patří k významným památkám evropské středověké architektury, zejména pro svůj unikátní přechod od pozdně románské ke gotické architektuře. Je proslulá rovněž použitím vnějších opěrných oblouků obvodových zdí. Průčelí je zdobeno četnými sochami. Výška předních věží je 69 m. 15. dubna 2019 katedrálu zachvátil požár, který zničil krov a sanktusovou věž.

## Historie

### Přehled
Původně na tomto místě stál římský chrám, později – v místech náměstí před katedrálou – čtyři stavební fáze katedrály sv. Štěpána: raně křesťanská, merovejská, karolínská a románská. K ní patřil ještě sousední kostel Panny Marie a baptisterium sv. Jana. Přesnější historie předchůdců katedrály však není archeologicky a prameny dostatečně doložena.
- 1163 počátek výstavby katedrály za biskupa Maurice de Sully
- 1200 dokončena hlavní loď a vedlejší lodi a jejich fasáda
- 1245 dokončeny věže a zbudovány kaple pod vedením architektů Jeana de Chelles a Pierra de Montreuill
- 1345 katedrála dokončena; na stavbě se podílelo celkem 160 000 dělníků
- 1431 devítiletý Jindřich VI. Anglický korunován v katedrále na francouzského krále
- 1455 revize procesu Johanky z Arku
- 1572 svatba Markéty z Valois a Jindřicha IV.
- 1594 korunovace Jindřicha IV. Navarrského
- 1793 hrozila demolice během Velké francouzské revoluce. Katedrála byla znesvěcena, mnoho předmětů z náboženských částí výzdoby bylo poškozeno nebo úplně zničeno. Pařížský lid v Galerii králů s 28 sochami králů Izraele a Judska viděl představitele francouzských králů, jim v roce 1793 srazil hlavy. Postupně byly opraveny a znovu umístěny na původní místa.
- 1802 katedrála znovu vysvěcena
- 1804 korunovace Napoleona I. papežem Piem VII.
- 1844–1864 rekonstrukce prováděná Viollet-le-Ducem, uvedení do původního stavu před rokem 1793
- 1944 mše Te Deum u příležitosti osvobození Paříže (26. srpna)
- 1970 pohřeb Charlese de Gaulla (26. května)
- 2019 střešní část katedrály zničil požár (15. dubna)[2]
- 2024 Slavnostní znovuotevření po požáru (7. prosince)

### Stavba katedrály

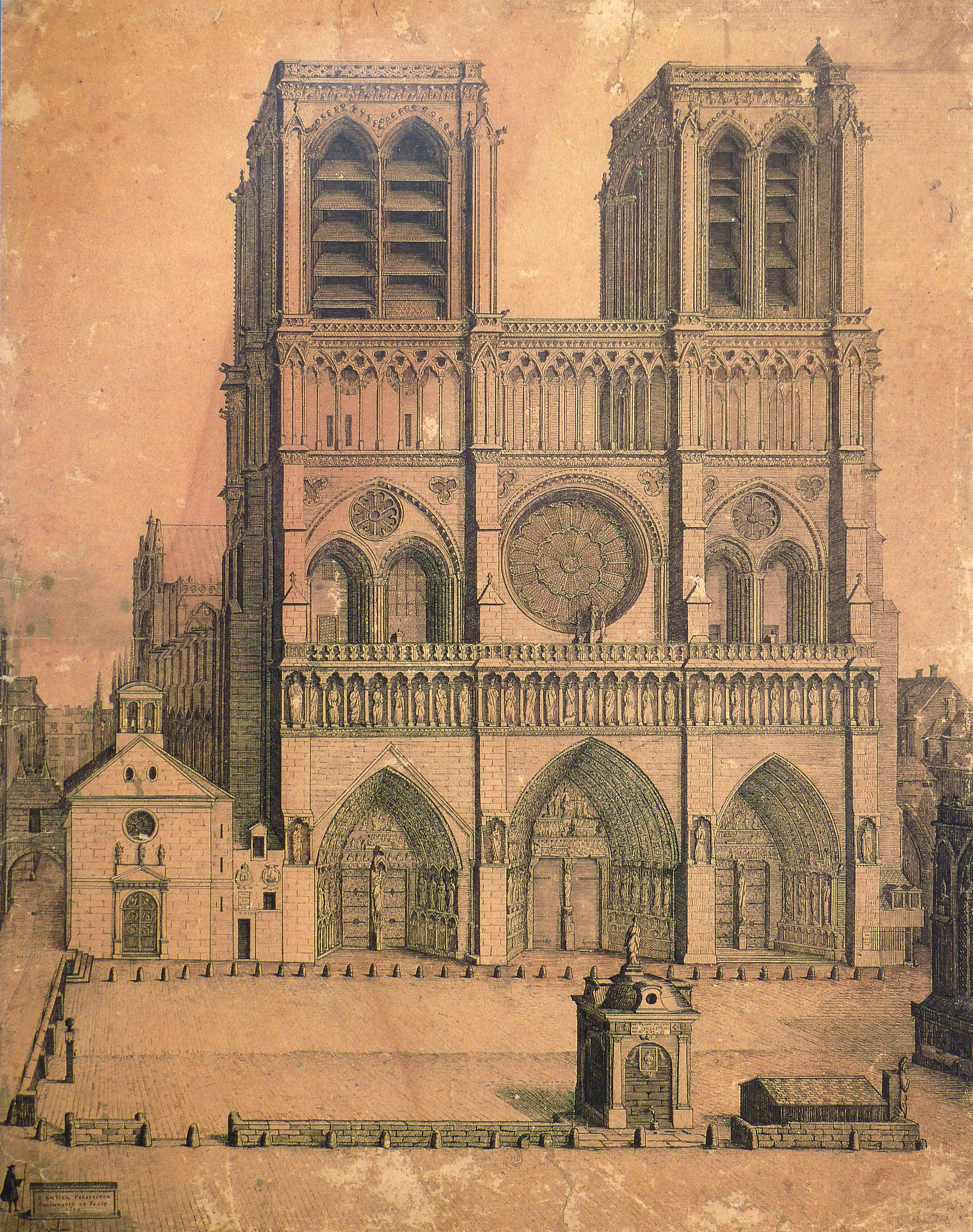
Katedrála v roce 1699

Stavba katedrály Notre-Dame započala roku 1163 na přání biskupa Maurice de Sully na místě křesťanské baziliky, která v minulosti zabírala místo bývalého chrámu římského období, na největším z ostrovů Seiny.
Biskup Maurice de Sully započal budováním chóru. Během dalších let následovaly chrámové lodi a pak i průčelí, dokončené kolem roku 1200 biskupem Eudesem de Sully, avšak věže byly dokončeny roku 1245. Stavitelé pokračovali konstrukcí kaplí v chrámových lodích a kaplí v chóru, čímž byl pověřen architekt Jean de Chelles. Kolem roku 1250 bylo dokončeno další průčelí, nacházející se na severním rameni příčné lodi, zatímco stavba průčelí jižního ramene byla zahájena o osm let později. Kostel byl dokončen roku 1345.
Vzhledem k mnoha válkám a jiným zásahům se během staletí začal vzhled katedrály měnit. To především během Velké francouzské revoluce, kdy v roce 1793 měla být katedrála zcela zničena. Nové vysvěcení kostela proběhlo roku 1802 a v roce 1804 se zde konala velkolepá korunovace Napoleona I. Bonaparte papežem Piem VII. V letech 1844–1864 byla katedrála restaurována, hlavním architektem těchto prací byl Eugène Viollet-le-Duc.

### Požár

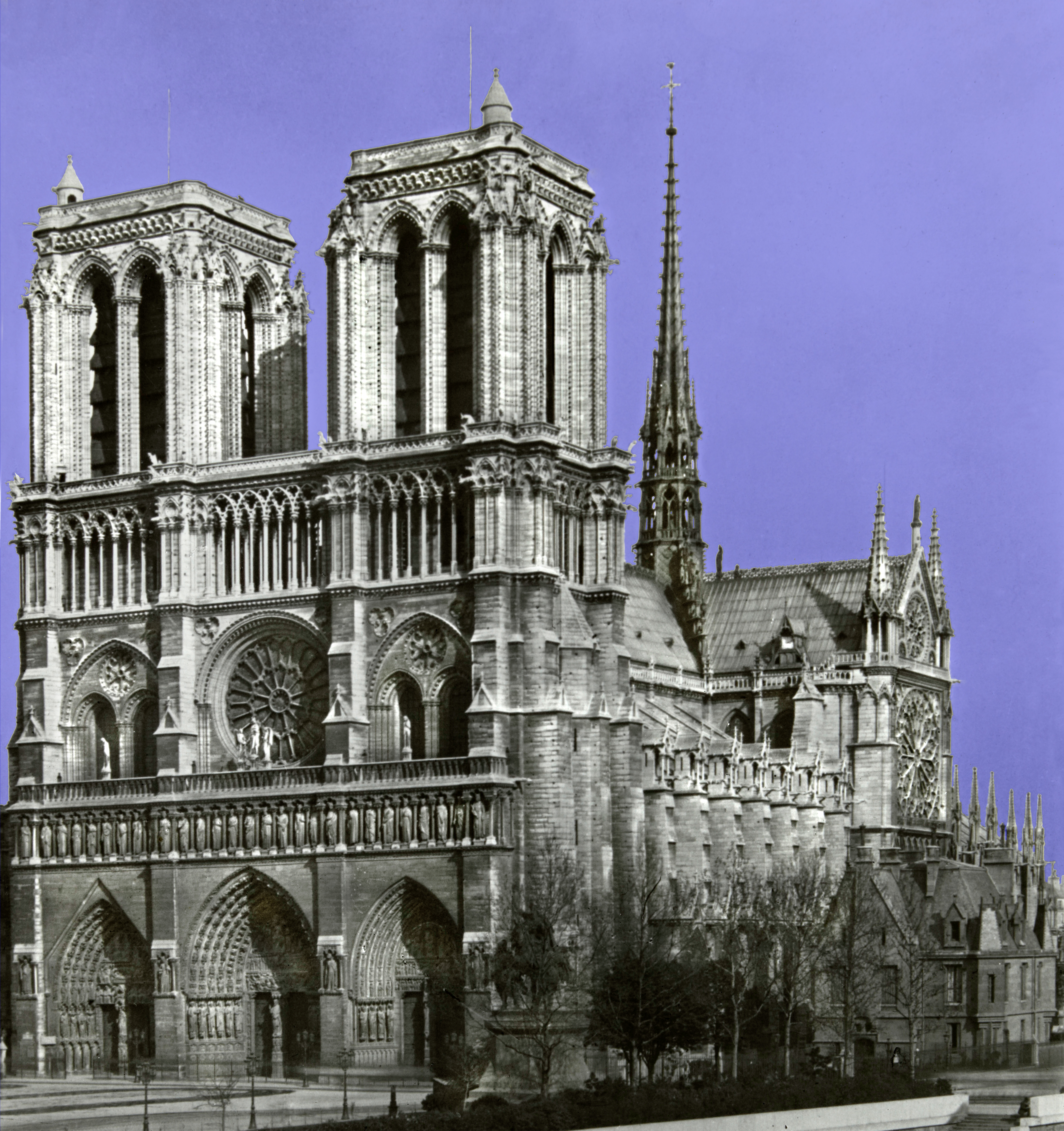
Katedrála Notre-Dame (Paříž), cca 1930

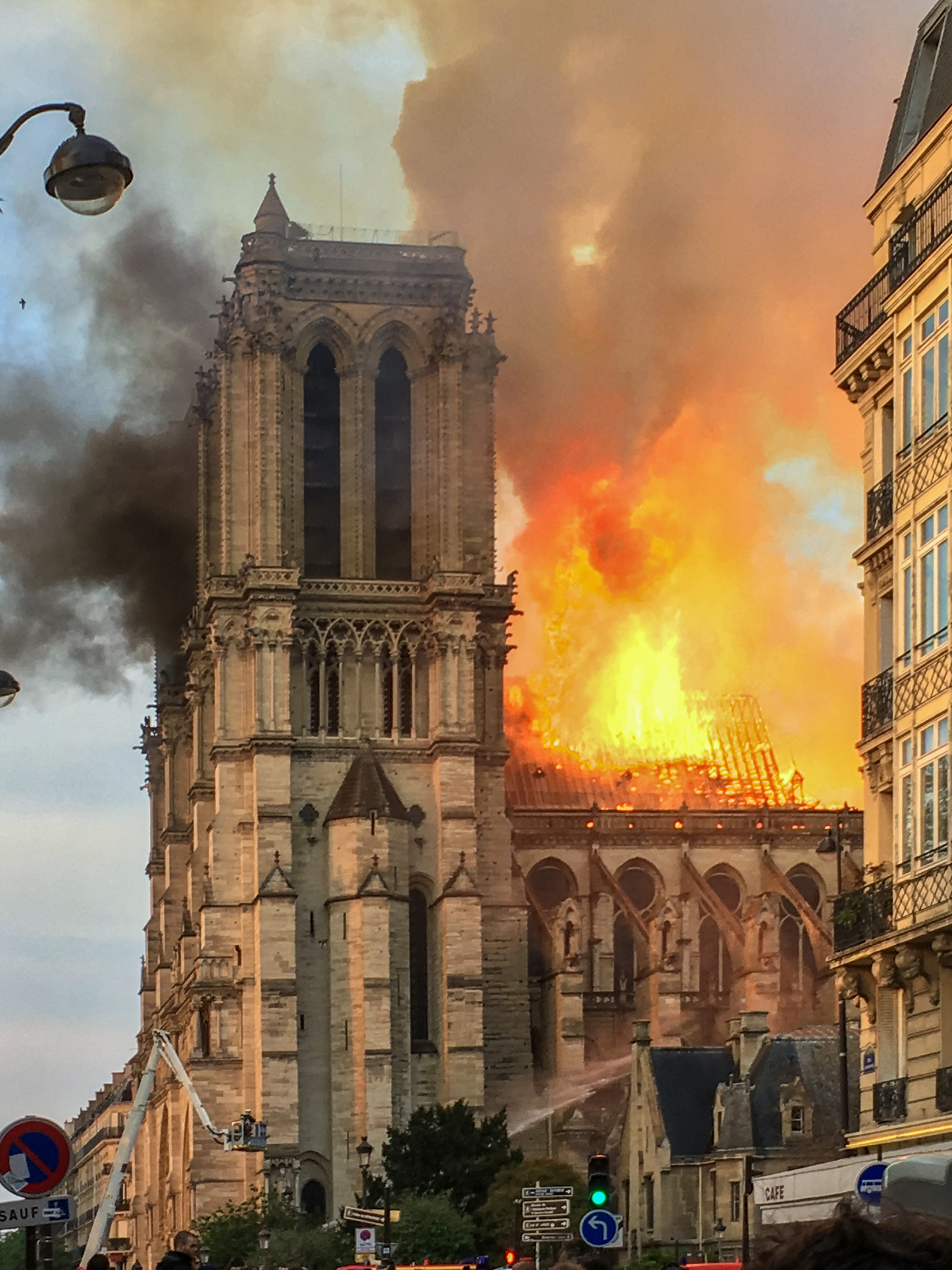
Požár katedrály, 15. dubna 2019

Dne 15. dubna 2019 v podvečer katedrálu zachvátil ničivý požár. Její střecha téměř zcela shořela, centrální sanktusová věž s menším zvonem se v 19:53 zřítila a propadla se část klenby, většina cenných artefaktů v interiéru však zkáze unikla.  Kaplan z planoucího chrámu totiž vynesl trnovou korunu Ježíše Krista a další artefakty nevyčíslitelné hodnoty. Právě probíhající mše byla ukončena a návštěvníci byli bez zranění vyvedeni z chrámu. Slavnostní znovuotevření katedrály proběhlo po pěti letech v sobotu 7. prosince 2024. Veřejnost se mohla do obnovené katedrály poprvé podívat následující den.

## Popis a součásti
Typově je stavba gotickou katedrálou. Je proslulá přechodem od románské ke gotické architektuře a například použitím vnějších opěrných oblouků obvodových zdí. Výška předních věží je 69 metrů.
První sanktusník nad křížením hlavní lodi a transeptu byl postaven nejspíše mezi lety 1220 až 1230 a rozebrán v letech 1786–1792. Nový byl postaven až v roce 1859 a zřítil se při požáru katedrály v roce 2019.
Mohutné průčelí katedrály Notre-Dame je svisle rozděleno pilíři na tři části a vodorovně na dvě galerie ve třech pruzích, z nichž spodní má tři hluboké vchody. Nad nimi se nachází tzv. Galerie králů s 28 sochami králů Izraele a Judska. Pařížský lid, který právě v nich viděl představitele francouzských králů, jim v roce 1793 srazil hlavy. Postupně byly opraveny a znovu umístěny na původní místa.
Střední část obsahuje dvě dvojice rozměrných oken, která sousedí s rozetou o průměru 10 m (postaveno mezi lety 1220–1225). Tento střední pás je dekorován sochou Madony s dítětem ve středu a sochami Adama a Evy po stranách. Nad nimi se nachází galerie úzkých překřižujících se oblouků a spojnice mezi dveřmi postranních věží, které nebyly nikdy dokončeny.

### Portály

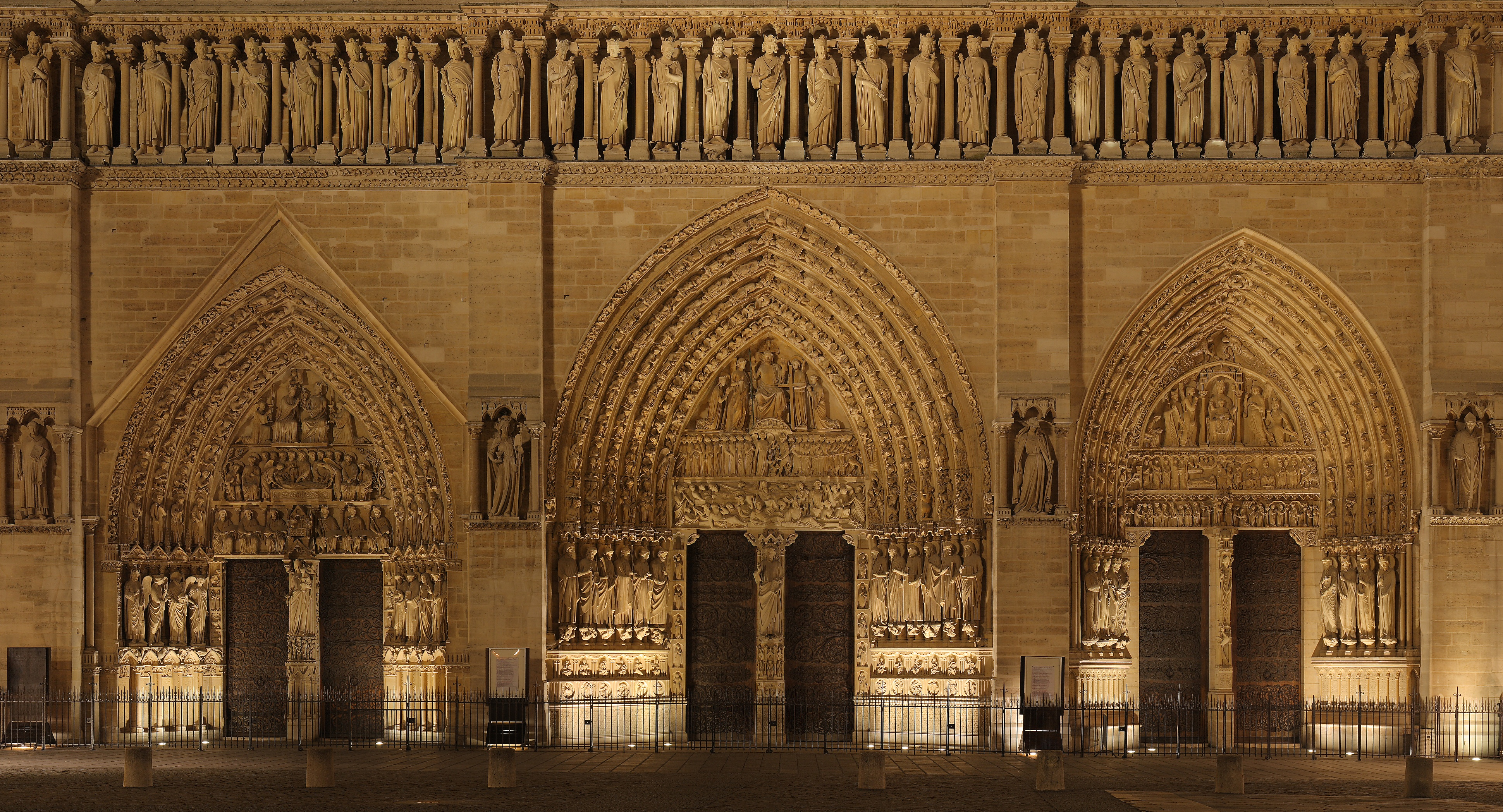
Portály v západní fasádě katedrály Notre-Dame

Gotický sloh tří portálů, vzniklých ve 12. a 13. století, je charakterizován přívětivějším náhledem a přístupem k přírodě. Předměty jsou zahnuty v jemnějších formách a dávají volnost prostoru mezi jednotlivými postavami.
Na středním portále jsou výjevy Posledního soudu, což byl oblíbený námět gotických umělců. Na pilíři, který vchod rozděluje, se nachází postava Ježíše Krista, zatímco po stranách jsou panely se zosobněním neřestí, ctností a se sochami apoštolů. Zobrazení nebeského dvora, ráje a pekla jsou vytesána po obvodu celého oblouku.
Pravý vchod, pojmenovaný podle sv. Anny, který byl postaven mezi lety 1160–1170, obsahuje reliéfy z 12. a 13. století a sochu sv. Marcela, biskupa Paříže v 5. století, na středovém pilíři. Po stranách jsou sochy biskupa Maurice de Sully a krále Ludvíka VII.
Třetí vchod je považován za nejhezčí, nejenom pro svůj epický tón, ale i pro okázalou velikost svých soch. Na středovém pilíři je Madona s dítětem již z moderního období. Ve vrchní části lunety jsou zobrazeny oblíbené náměty ikonografie života Panny Marie (její smrt, velebení, nanebevzetí).

### Interiér

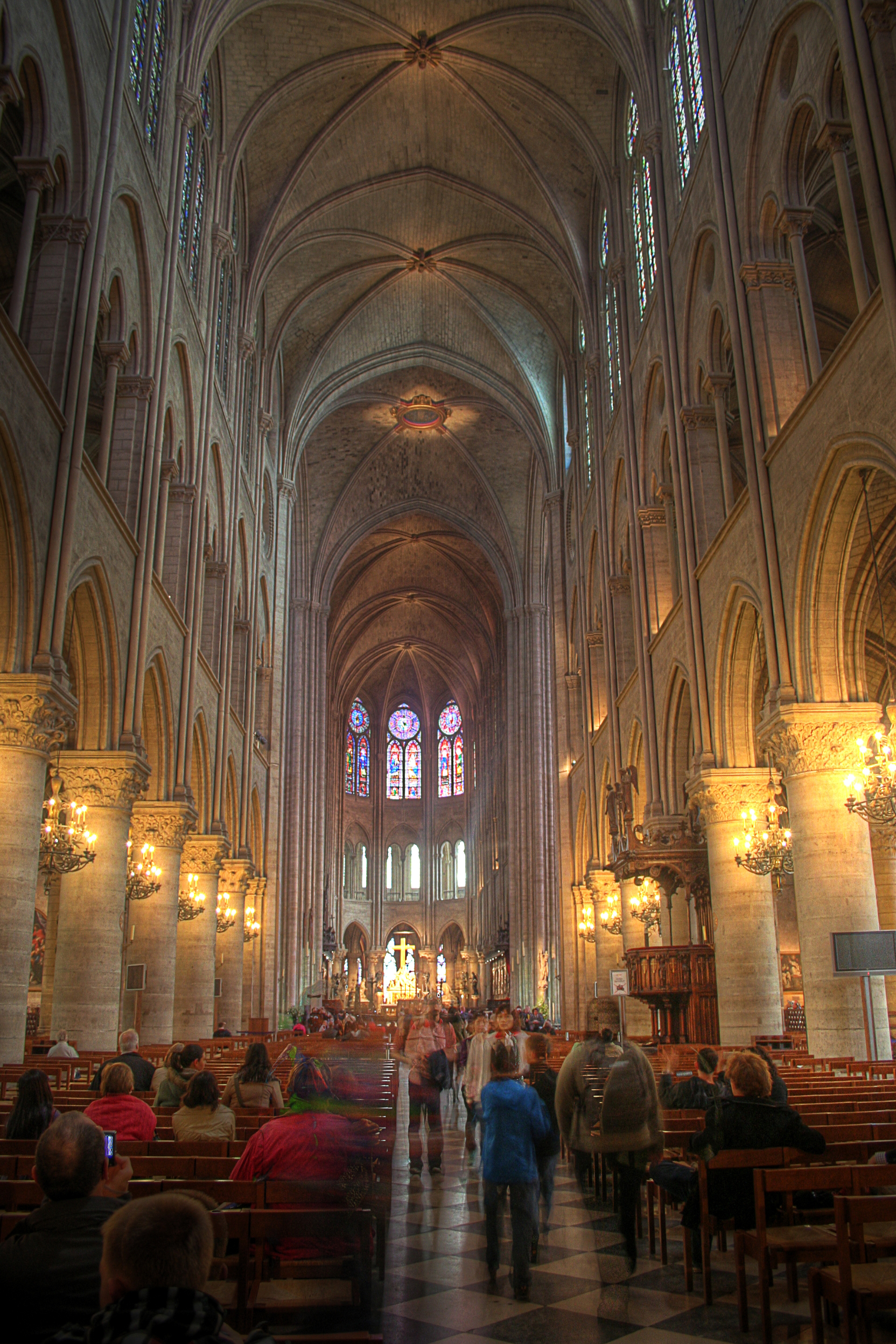
Interiér

Katedrála je velmi rozměrná (130 m délky, 50 m šířky, 35 m výšky) a je schopna pojmout až 9 000 osob.
Válcové pilíře o průměru 5 m rozdělují kostel na pět chrámových lodí. Galerie s dvouotvorovými okny obíhá nad arkádami a ve své klenbě je převýšena velkými okny, kterými do kostela proniká jemné světlo. Na každém konci příčné chrámové lodi jsou růžicová okna s mozaikami ze 13. století. Rozeta nacházející se na severní straně obsahuje náměty ze Starého zákona a Pannu Marii s dítětem v jeho středu.
Z transeptu přechází do chóru, který má na svém vchodu dva pilíře. Pravý pilíř uchovává slavnou sochu Panny Marie ze 14. století, která se v minulosti nacházela v kapli svatého Aignana. V podloubí s paprskovitými kaplemi je uloženo mnoho hrobek. Po otočení se na konci katedrály směrem ke vchodu je vidět velké rozetové okno nad varhanami ze 17. století, obsahující měsíční znaky a symboly neřestí a ctností.

### Zvony
Výška věží je 69 metrů a nachází se v nich celkem pět zvonů. Největší je zvon Emmanuel, umístěný v jižní věži a mající hmotnost přes 13 tun. Právě tento zvon oznamuje celé denní hodiny a používá se i při zvláštních příležitostech a bohoslužbách. Zvon Emmanuel oznámil mj. také osvobození Paříže od německé nacistické nadvlády v noci na 24. srpna roku 1944. V únoru 2012 bylo odstraněno z věží šest zvonů (kromě zvonu Emmanuel všechny ostatní) a po instalaci nově odlitých zvonů počátkem března 2013 se 23. března 2013 poprvé od roku 1789 rozeznělo všech devět zvonů v sestavě, ve které byly instalovány až do Velké francouzské revoluce.

### Varhany

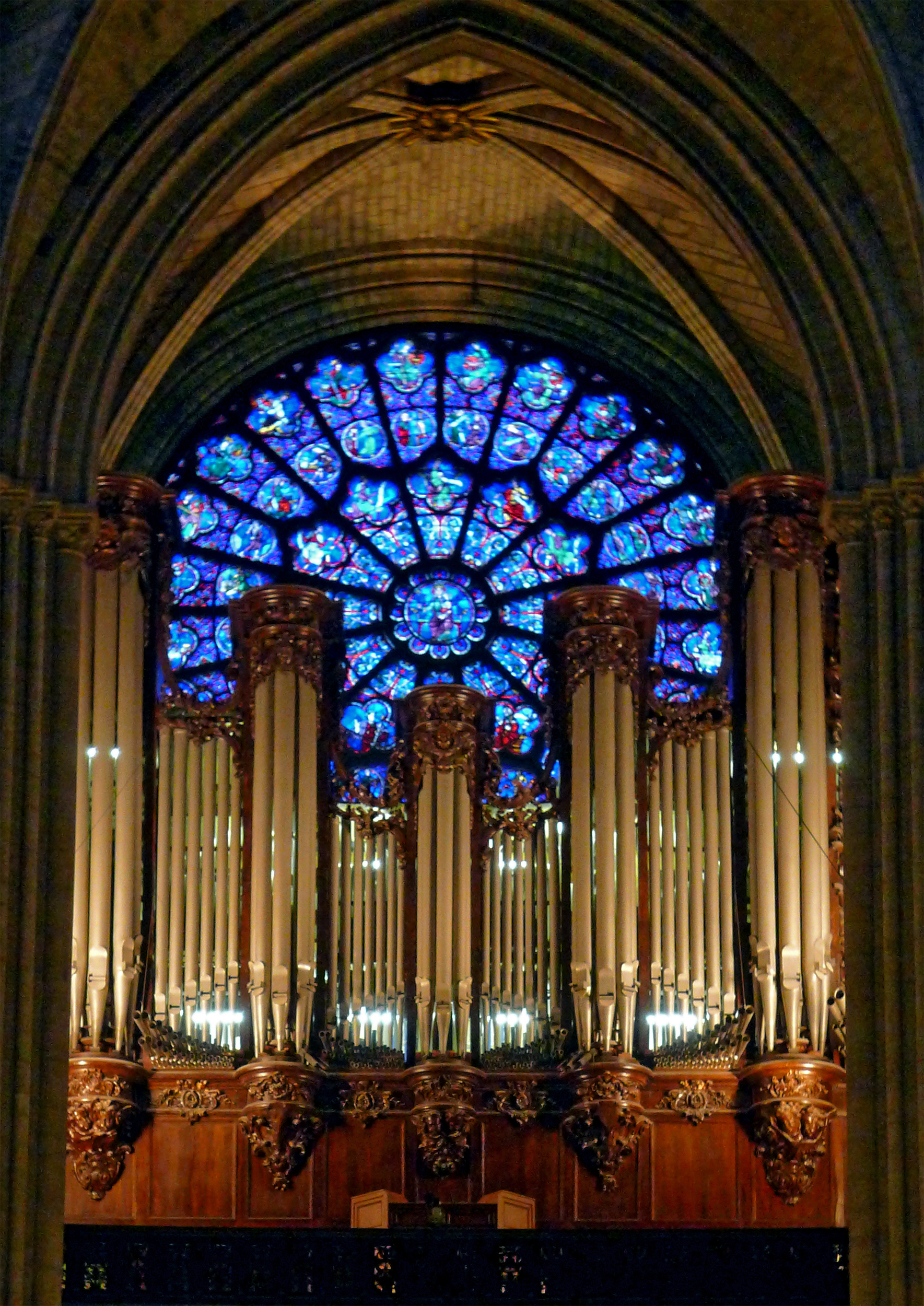
Velké varhany

Katedrála je vybavena dvojími varhanami: tzv. velkými a dále malými, tzv. chórovými.
Historie tzv. velkých varhan se datuje do roku 1402, kdy Frederik Schambanz na kůru postavil první nástroj. Na podobě současného nástroje se podílelo mnoho významných varhanářů, kteří provedli řadu významných rekonstrukcí a rozšíření. Většina zásahů ale respektovala předchozí práce, ponechala většinu staršího píšťalového fondu, doplňovala nové rejstříky a původní spíše reorganizovala. Nejvýznamnější zásahy provedli Pierre Thierry v roce 1733, François-Henry Clicquot roku 1788 a vůbec nejvýznamnější přestavbu realizoval Aristide Cavaillé-Coll v roce 1868. Dílčí změny se odehrály v letech 1902 a 1932. Ve druhé polovině 20. století došlo k významným rekonstrukcím a změnám, které inicioval varhaník Pierre Cocherau. V letech 1959–1963 začala proměna varhan elektrifikací a úpravami v duchu plánů Luise Vierna (předešlého varhaníka). Druhá vlna realizovaná mezi lety 1965–1972 přinesla nový hrací stůl v anglo-americkém stylu, částečné přeskupení mixtur a doplnění rejstříků. V prosinci roku 1992 byla dokončena restaurátorská rekonstrukce doplňující počítačovou elektroniku a upravující nástroj do stavu, ve kterém je možné využít symfonický potenciál z romantické éry a zároveň zachovat historickou část ze 17. a 18. století. V letech 2012 a 2014 došlo k instalaci nové elektroniky, nového varhanního stolu a celkové stabilizaci stavu, aby byl nástroj k příležitosti oslav 850 let katedrály plně provozuschopný. Během požáru z 15. na 16. dubna 2019 nebyly velké varhany přímo dotčeny ohněm. O něco hůře jsou na tom malé, chórové varhany, které se nacházejí pod někdejší sanktusovou věží.

## Odraz v umění

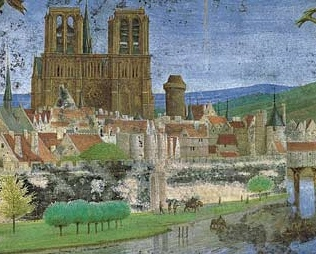
Notre-Dame od Fouqueta (15. století, detail miniatury)

Pařížská katedrála hraje hlavní roli v románu Victora Huga Chrám Matky Boží v Paříži. Hugův román byl inspirací mnoha dalších děl různých žánrů. 
Ve výtvarném umění patří ke známým vyobrazením katedrály: několik iluminací Hodinek Štěpána Chevaliera od Jeana Fouqueta (15. století), na pozadí Setkání Mudrců (tří králů) v Přebohatých hodinkách vévody z Berry (16. století), Napoleonova korunovace od Jacques-Louise Davida (1807) nebo na obraze Svoboda vede lid na barikády od Eugènea Delacroixe (1830).
Po roce 1840 zachytil Noël Marie Paymal Lerebours katedrálu na daguerrotypii.

## Galerie

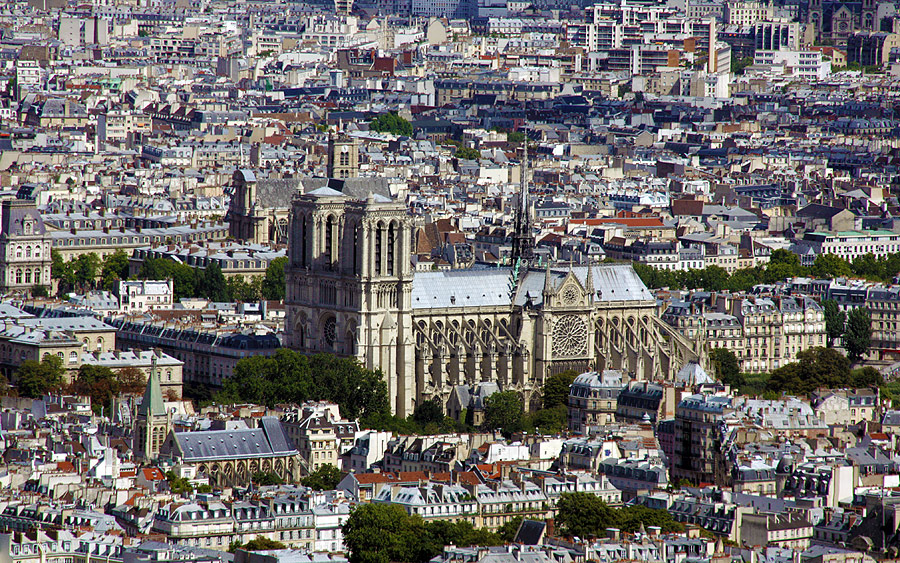
Katedrála v pařížské zástavbě z Tour Montparnasse, 2010
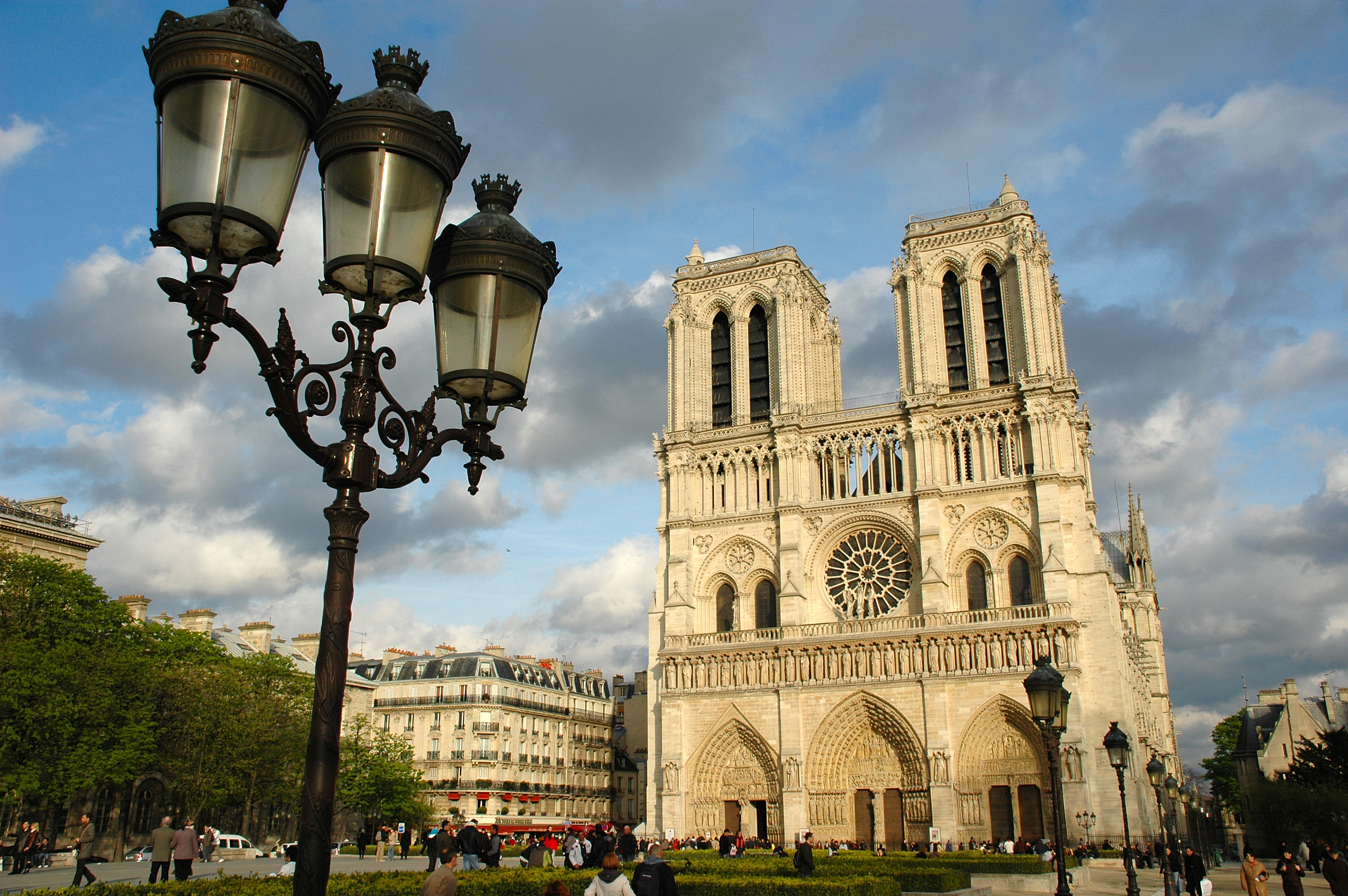
Západní fasáda katedrály Notre-Dame